# Serviciul Muncii în Ungaria în cel de-al Doilea Război Mondial

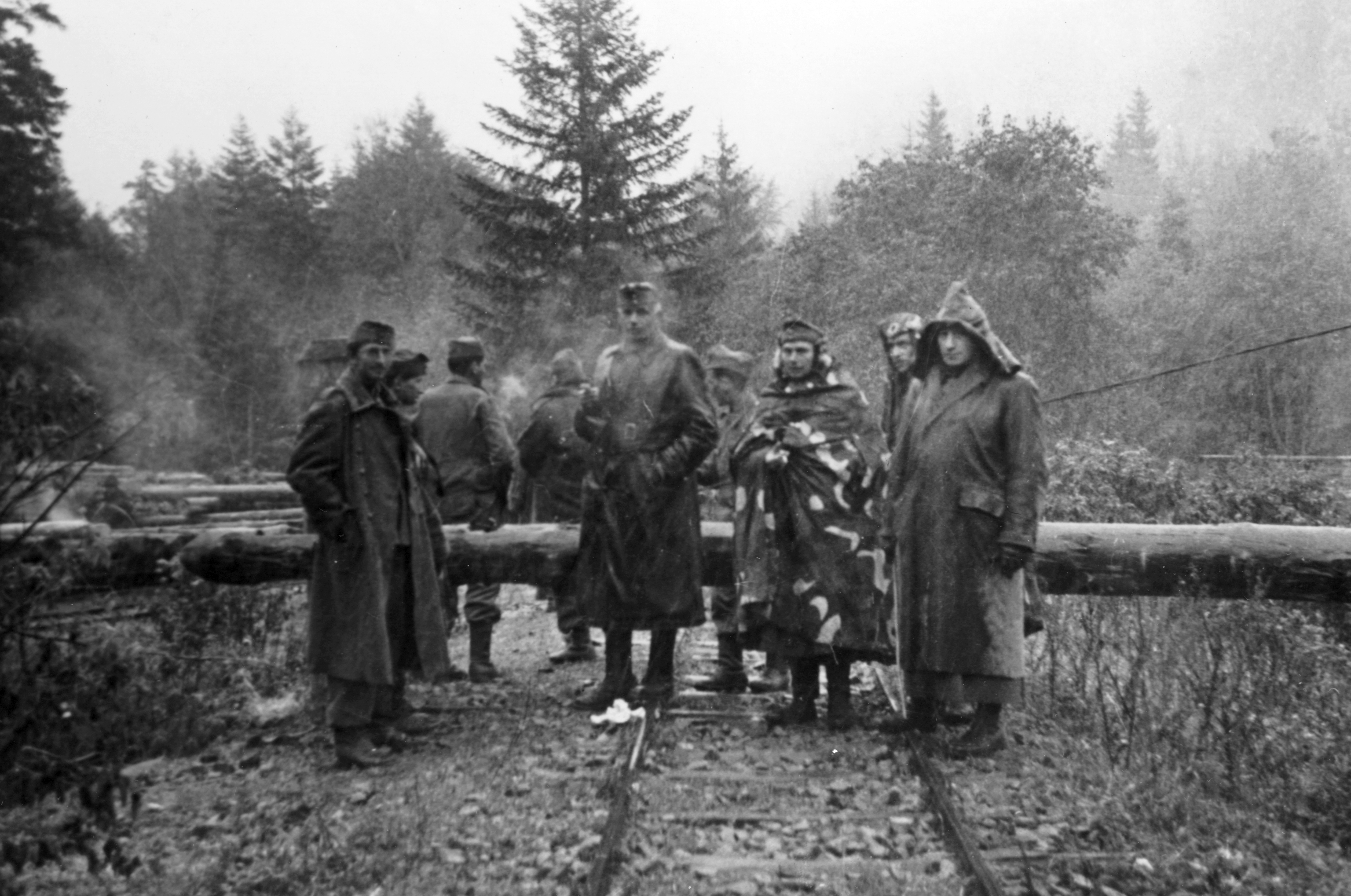
Echipă a Serviciului Muncii din Ungaria pe valea Uzului, în apropierea graniței ungaro-române, în 1941.

Serviciul Muncii (în maghiară Munkaszolgálat) a reprezentat în Ungaria un sistem instituțional militar care a fost creat și a existat în timpul celui de-al Doilea Război Mondial. În mod caracteristic, deși a fost organizat în cadrul armatei sub forma unor unități de tip militar, cei care au fost încadrați acestui tip de instituție nu au deținut arme, efectuând serviciul de război prin muncă forțată.
Dacă inițial recrutarea în acest serviciu a reprezentat numai scurte perioade pentru tinerii declarați necorespunzători pentru serviciul militar, mai târziu aceasta s-a extins și pentru generațiile mai în vârstă, respectiv pentru cetățenii care primiseră pedepse, erau inadecvați sau nu prezentau încredere din punct de vedere politic. În condițiile creșterii antisemitismului și a situației de război s-a extins și a devenit un întreg sistem, care a avut pe lângă rolul său militar pe cel de marginalizare a minorităților naționale (mai ales a evreilor) și a oponenților politici.
Prost hrănite și îmbrăcate, unitățile Serviciului Muncii au avut adesea comandanți brutali, care s-au purtat cu cruzime și au abuzat de funcția lor. Aceste unități au fost desemnate să efectueze în Ungaria lucrări grele de construcție și să asigure extracția în cariere și mine, iar după invazia Uniunii Sovietice de către Germania Nazistă și aliații săi acțiunile sale s-au extins în Ucraina.